# Robert et Léon Morane
Pour le Robert Morane de fiction, voir Bob Morane.
Pour les articles homonymes, voir Morane (homonymie).
Robert Morane (10 mars 1886 à Paris 13e - 28 août 1968 à Paris 16e) et Léon Morane (11 avril 1885 à Paris 13e - 19 octobre 1918 à Paris 16e) sont des pionniers français de l'aéronautique. Ils sont les fils de Florentin Morane (1838-1898), fabricant de pompes, et de Marie-Charlotte Lemoult (1850-1909).

## Biographie
Ils appartiennent à ces familles qui ont contribué au développement de l'aviation, puis de l'industrie aéronautique française. Pilotant un Blériot, Léon passe son brevet le 19 avril 1910. Il participe à la Grande Semaine d'aviation de Rouen en juin.
Le 5 octobre 1910, Léon et Robert Morane effectuent une tentative en vue de remporter le prix Michelin d'aviation qui consiste à relier Paris au sommet du puy de Dôme en moins de six heures. Leur tentative échoue ; ils s'écrasent près de Boissy-Saint-Léger, les deux frères étant blessés grièvement.
Avec Raymond Saulnier, Robert Morane et Gabriel Borel, ils créent la Société anonyme des aéroplanes Morane-Borel-Saulnier en début de l'année 1911 et s'inscrivent pour la course aérienne Paris-Madrid. Ils construisent le monoplan Morane-Borel, qui sera piloté par Jules Védrines dans son vol Paris-Madrid du 21 au 26 mai 1911.
Le Morane-Borel est un avion monoplace ressemblant au Blériot XI, ils en produiront plusieurs modèles assez semblables. Doté d'une envergure de 9,3 mètres pour une longueur de 6,9 mètres et une surface alaire de 14,5 m2, équipé d'un moteur Gnome de 50cv il atteint la vitesse maximum de 111 km/h. Une version biplace sera présentée au Concours Militaire de 1911, avec un train d'atterrissage renforcé et un fuselage plus court. Le Borel monoplan de type militaire construit en 1913 par la société des aéroplanes Morane-Borel-Saulnier présente une version biplace avec le mitrailleur assis à côté du pilote. Dans le cockpit on trouve un réservoir de carburant de forme cylindrique et un réservoir d'huile. L'envergure est portée à 11,8 mètres, la longueur à 7,8 mètres, avec un moteur Gnome de 80 cv. Mais l'association se brisera lors du partage du prix de cette course et Borel quittera ses associés.
Le 10 octobre 1911 la Société anonyme des aéroplanes Morane-Saulnier est créée. Son siège social est situé à Paris et ses usines à Puteaux au no 3 rue Volta. Les fabrications seront transférées à Ossun (Tarbes) après la Seconde Guerre mondiale.
Léon meurt de la grippe espagnole en octobre 1918.
Après la Première Guerre mondiale, Robert Morane se consacre à la production d’appareils d’école et de tourisme : monoplace avec voilure en flèche (1924), avion école MS 230 vendu à 1 100 exemplaires (1930), monoplace de chasse MS 406 entièrement métallique avec moteur Hispano-Suiza de 860 ch (1936-1937) ou encore, la famille des MS.880 Rallye (1950), tant répandue dans les aéroclubs.
Léon Morane est chevalier de la Légion d'honneur (décret du 7 août 1913) et Robert Morane est commandeur de la Légion d'honneur.
Robert et Léon Morane sont enterrés au cimetière du Père-Lachaise. La rue des Frères-Morane porte leur nom à Paris.

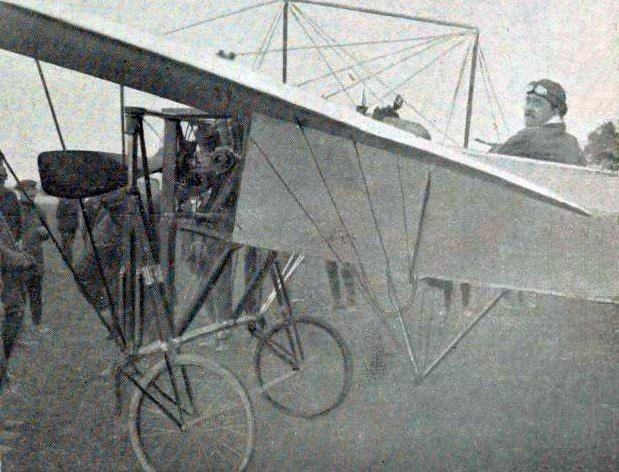
Léon Morane sur Blériot à la Semaine de Champagne de juillet 1910 (record de vitesse aérien)
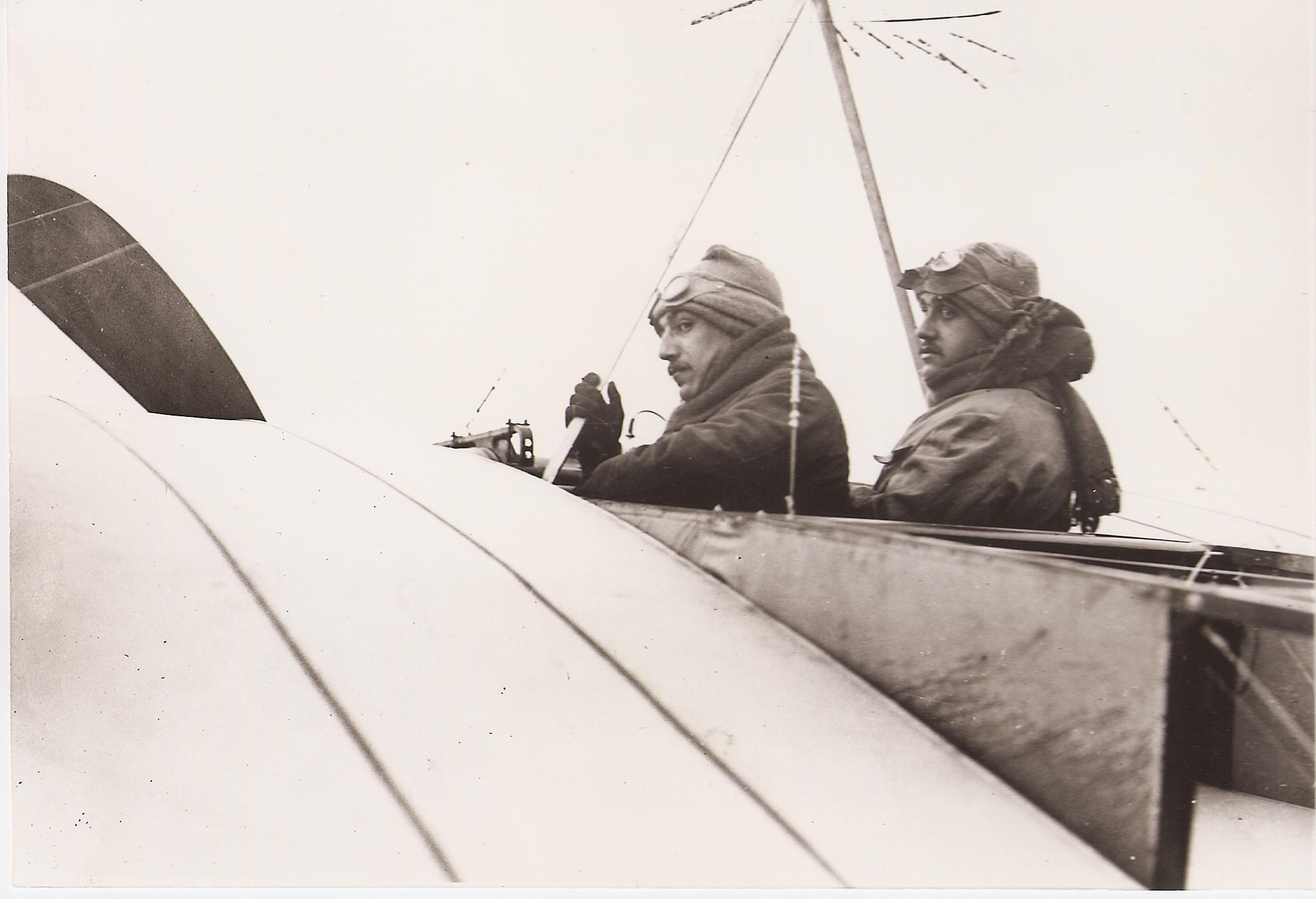
Robert et Léon Morane au départ du Grand Prix Michelin (1910)
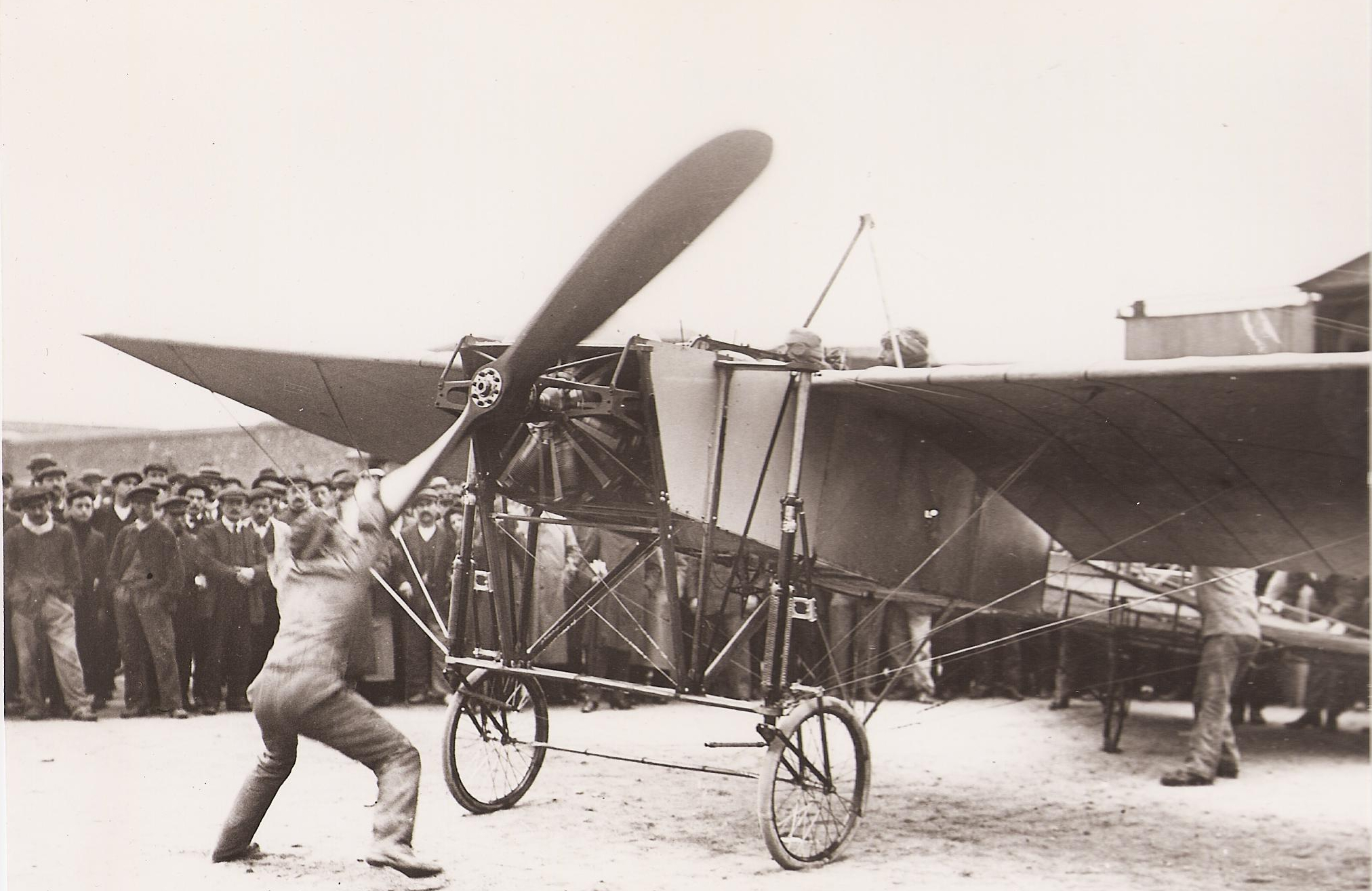
Mise en route en vue de la tentative du Grand Prix Michelin
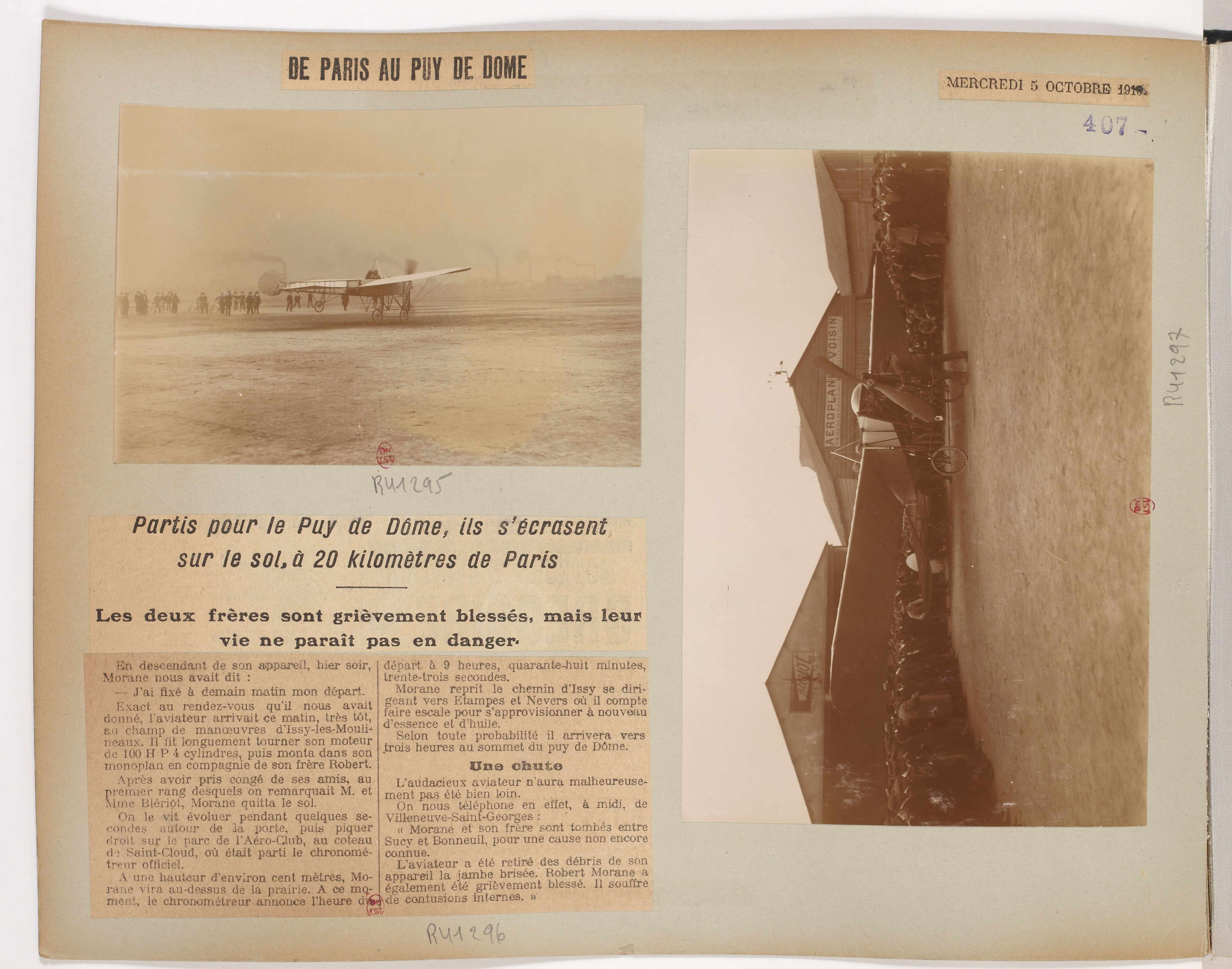
Récit et vues...
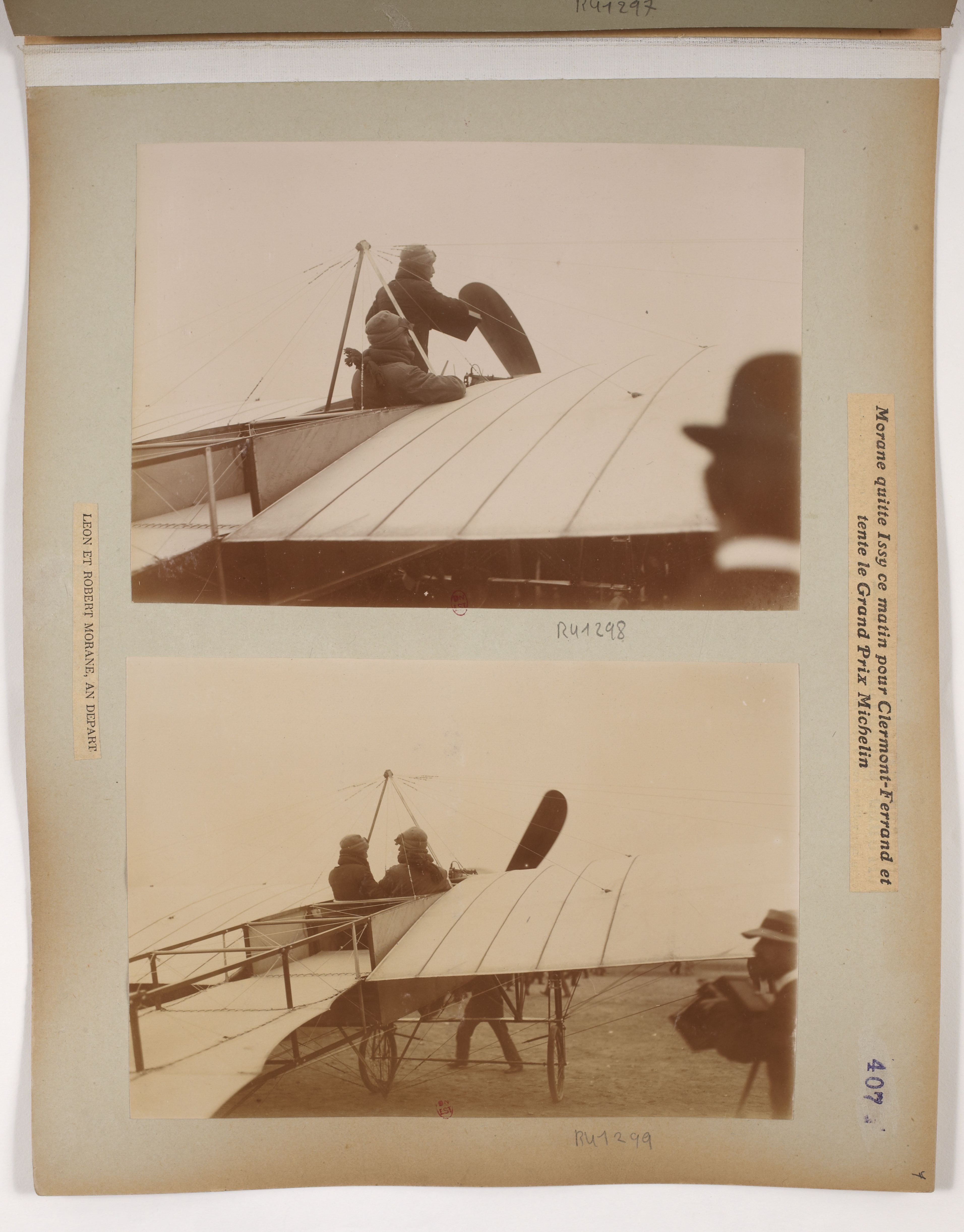
...du Grand Prix Michelin.